# گرگان (سرزمین)
گرگان قدیم که در منابع یونانی هیرکانیا، در فارسی باستان ورکانه و در عربی جرجان نامیده می‌شده، سرزمینی باستانی در ناحیهٔ جنوب شرقی دریای مازندران، و کمابیش منطبق با استان گلستان امروزی بوده است. از جرجان هم به عنوان یک سرزمین و هم به عنوان یک شهر نام برده‌اند و حدود آن در دوره‌های تاریخی متغیر است. گاه جزئی از ولایت طبرستان معرفی شده و گاه دَهستان را جزئی از آن دانسته‌اند. مرکز این ولایت در شهرستان گنبد کاووس قرار داشت که یحتمل در حملات اقوام ترک‌تبار نابود شده است. بعدها، از ۱۲ آذر ۱۳۰۹ به دستور رضا شاه پهلوی، ناحیهٔ استرآباد پیشین به شهرستان گرگان تغییر نام داد، که باعث ایجاد اختلالاتی در تاریخ‌نگاری گردید.

## هیرکانی یا ورکانه؛ پیش از اسلام

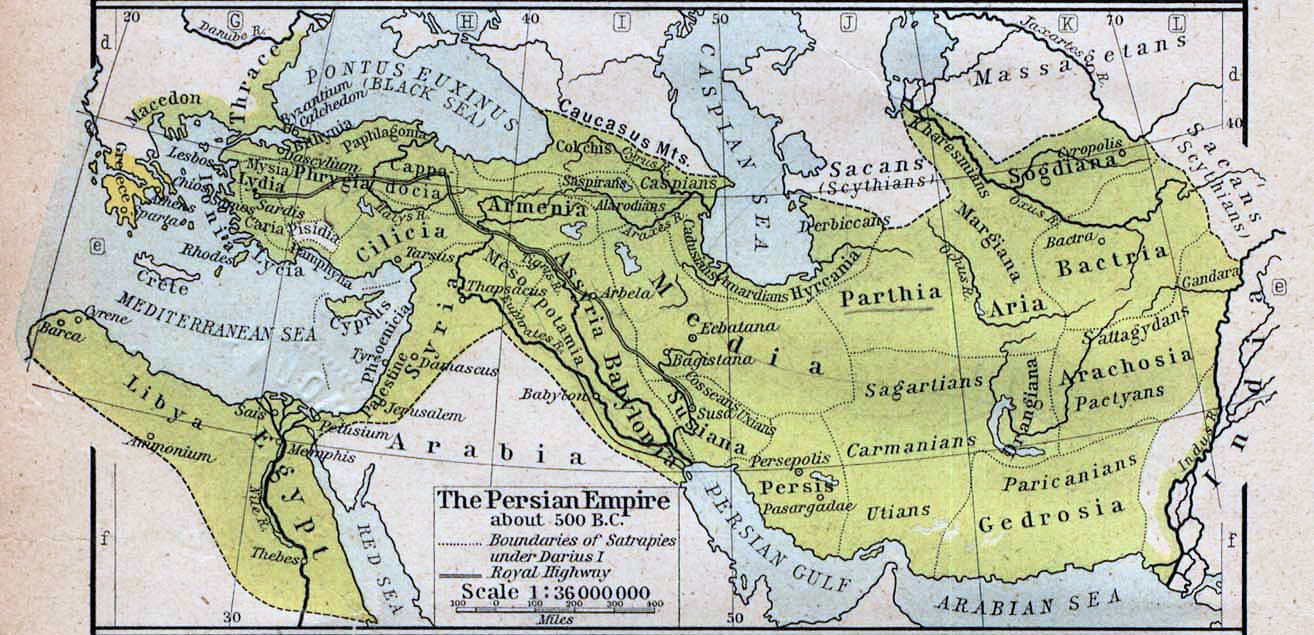
نقشهٔ شاهنشاهی هخامنشی اثر ویلیام شپرد که در آن سرزمین هیرکانی مشخص شده.

هیرکانیه در جنوب‌شرقی دریای مازندران که با نام‌های مختلفی مانند ورکانه، هیرکانیه، طبرستان و گرگان از آن در تاریخ یاد شده است، یکی از سرزمین‌های مهم و کلیدی در دوره هخامنشیان بود. به گفته محمدتقی ایمان‌پور و طهمورث مهرابی، مورخان معاصر، به هیرکانیه، مازندران نیز می‌گفتند که به معنای خانه دیوهای بد است، که در اوستا بارها به آن‌ها اشاره شده است.
در سال‌های ۵۴۹ تا ۵۴۸ پیش از میلاد سرزمین‌های پارت، ولایت گرگان و احتمالاً ارمنستان توسط کوروش بزرگ تسخیر می‌گردد. نام گرگان در کتیبهٔ داریوش در بیستون به شکل وَرْکانْ یا وَرْکانه، و در وندیداد به صورت وِهْرْکانَه آمده است. نام پارسی گرگان برگرفته از نام اوستایی و پارسی باستان آن است. ریشه واژه وهرکان در زبان اوستایی vəhrkō، در زبان‌های طبری (مازندرانی و کتولی)، گیلکی، تالشی، تاتی و سمنانی به معنای ورگ و در زبان فارسی امروزی به گرگ بازمی‌گردد. هیرکانی پیش از شاهنشاهی هخامنشیان جزو شاهنشاهی ماد بود و بعدها جزو متصرفات شاهنشاهی هخامنشی شد. جغرافی‌نویسان یونانی پس از دورهٔ رونق حوزهٔ علمی اسکندریه، اصطلاح دریای هیرکانی را به‌جای دریای خزر که هرودوت آن را مصطلح کرده بود به‌کار برده‌اند.
در دورهٔ اشکانیان، ورکانه با سرزمین پارت، که سرزمین خاستگاه خاندان اشکانی بود، ارتباط نزدیکی داشت و ایالتی فرعی در پارت محسوب می‌شد. گرچه تمرکز شاهان اشکانی در حرکت به سوی غرب آنان را به همدان در ماد مرکزی و سپس به تیسفون در میانرودان کشانید، اما نقش تاریخی ورکانه به صورت متناوب ادامه یافت. گاه شاهان اشکانی در عقب‌نشینی پس از شکست در برابر سلوکیان به ورکانه بازمی‌گشتند. در جنگ‌های تیرداد سوم و اردوان، اردوان توانست به سوی گرگان عقب‌نشینی کرده و با کمک سپاهیان هیرکانی به قدرت رسد. گودرز دوم، از بزرگان خاندان گودرز در ورکانه، نیز ازجمله افرادی بود که مدتی بر امپراتوری اشکانی حکومت کرد. از این حیث، زبان گرگانی و زبان پهلوی اشکانی دارای وابستگی عمیقی بودند.
در دوره شاهنشاهی ساسانی ورکانه جزئی از ساتراپ خراسان بزرگ بود. اردشیر بابکان، نخستین شاه ساسانی، برای رفتن به بلخ وارد ولایت ورکانه شد. ورکانه در این زمان از مواضع دفاعی ایرانیان در برابر هجوم اقوام وحشی بوده است. چند تن از پادشاهان ساسانی در آنجا دیوارهای بزرگی در برابر یورش قبایل وحشی بنا کردند که نمونهٔ آن دیوار بزرگ گرگان به طول پنجاه فرسنگ در ناحیهٔ صول (احتمالاً دَهستان) بوده است که پیروز اول ساسانی آن را ساخت. پس از او کَواذ (قباد اول) نیز چنین کرد. خسرو اول چون به پادشاهی رسید در ناحیهٔ صول، در شمال ورکانه، شهرها، قلعه‌ها، باروها و بناهای بسیاری از سنگ ساخت.

## جرجان؛ در دوره اسلامی

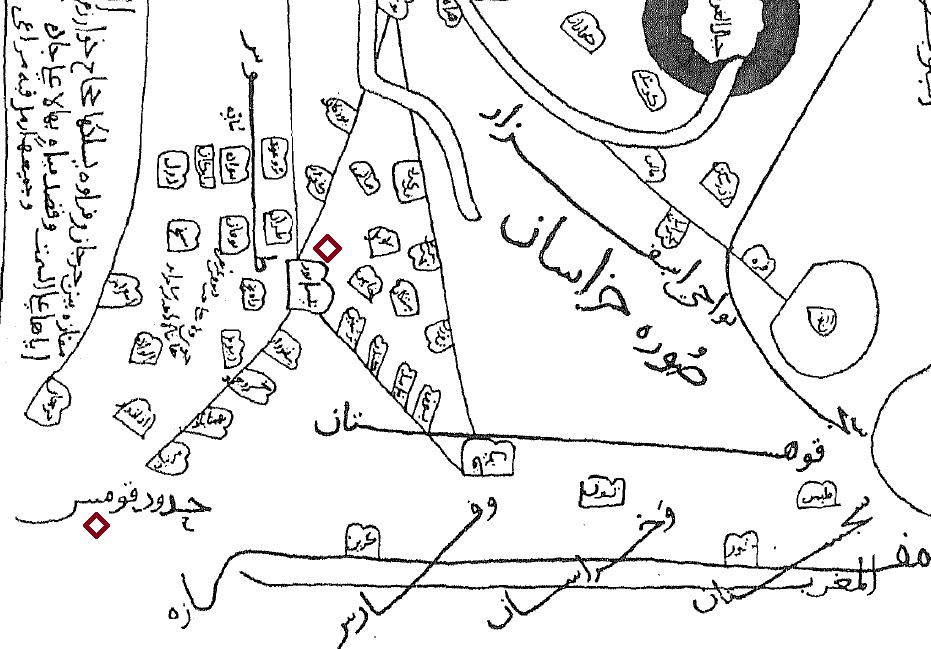
نام جرجان در کتاب صورة الارض اثر ابن حوقل

در دورهٔ اسلامی، جرجان یا گرگان همواره در یکی از دو سرزمین طبرستان یا خراسان بود. نزدیک به یک سده این شهر منطقه‌ای حائل میان اسپهبدان طبرستان و مهاجمان عرب بود. پس از فتح نهاوند، گرگان در زمان عمر خلیفه دوم، به دست سُوَید بن مُقَرِّن گشوده شد و فرمانروای گرگان با پرداخت دویست هزار درهم صلح را پذیرفت. اما در ۹۸ هجری بر اثر شورش اهالی جرجان، به نوشتهٔ محمد بن جریر طبری، یزید بن مهلّب سوگند خورد که با خون اهالی گرگان آسیاب بگرداند و جَهْم بن زَحْر بن قیس جُعْفی را مأمور حمله به گرگان کرد. به نوشتهٔ بلاذری، جهم پس از کشتار بسیار، بر مردم شهر جزیه و خراج وضع کرد و رفتاری سخت با ایشان در پیش گرفت. به نوشتهٔ سهمی مؤلف تاریخ گرگان، یزید بن مهلّب پس از گشودن شهر گرگان، بارویی گرداگرد آن ساخت و طرح بنای چهل مسجد را ریخت و مسجدی به نام خود ساخت. وی همچنین نوشته است که در ۱۴۲ هارون الرشید و در ۲۰۳ مأمون همراه با رضا وارد شهر گرگان شدند. به نوشتهٔ ابن اسفندیار، در ۳۱۰ شهر گرگان یا جرجان، دارالملک ابوالحسین پسر ناصر کبیر (حسن اُطروش)، از سادات علویان طبرستان بود.
در دوران زیاریان جرجان شهر مهمی به حساب می‌آمد. پس از آن که مرداویج زیاری درگذشت، قلمرو امیران بعدی این سلسله محدود شد و وشمگیر زیاری و فرزندانش در جرجان به حکومت بر طبرستان، قومس و دیلم می‌پرداختند.
در حدودالعالم آمده است: «گرگان شهری است مر او را ناحیتی بزرگ است و سوادی خرم و کشت و برز بسیار و نعمت فراخ [دارد] و سرحد میان دیلمان و خراسان… شهر به دو نیم است، شهرستان است و بکرآباد، و رود گرگانرود کز طوس برود، به میان این هر دو نیمه بگذرد…».
ابودلف خزرجی در ۳۴۱ از گرگان بازدید کرده و آن را شهری زیبا در کنار رود بزرگی میان کوه و دشت و خشکی و دریا وصف کرده است و می‌گوید: «در آنجا خرما، ترنج و زیتون و گردو و نیشکر و انار می‌روید و ابریشم بسیار عالی تولید می‌شود و سنگ‌های قیمتی دارد».

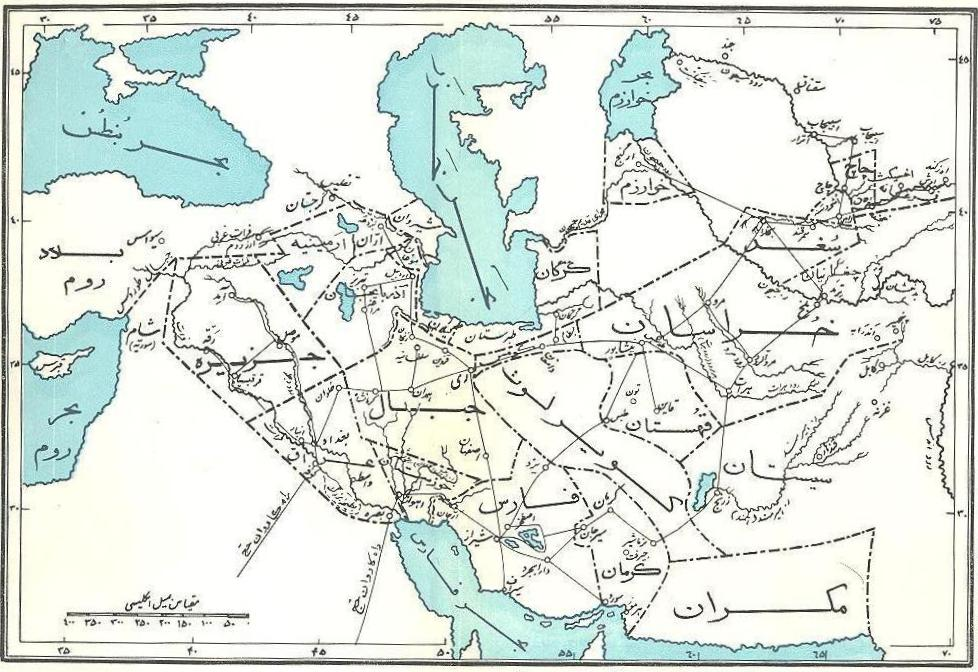
ولایت گرگان در نقشه خلافت عباسی اثر پرسی سایکس.

مقدسی نیز در سده چهارم شهر گرگان را با بازارها و کاروانسراهای زیبا وصف کرده و از محصولات آن نارنج و ترنج و عناب و خربزه و انجیر و خرما و زیتون و انار و حلوای نیکو را برشمرده و از ماهی شگفت‌انگیز و خوشمزهٔ آن یاد کرده است. مسجد آن را زیبا و دارای دکان (نیمکت و کرسی سنگی یا آجری) و منبر یافته که خطیب حنفی‌مذهب دارد. او قسمت دوم شهر را بَکْرآباد نوشته است که به شهر چسبیده و میان این قسمت نهری با پل‌ها قرار دارد و گورستان بزرگی در پشت نهر دیده می‌شود.
ابن اسفندیار بنای شهر را به «گرگین میلاد» نسبت می‌دهد. مساحت آن چهار فرسنگ و مدت‌ها نشست‌گاه مرزبانان طبرستان بوده است.
حمداللّه مستوفی بنای شهر را به نبیره سلطان ملکشاه نسبت می‌دهد، اما ظاهراً شهر در دورهٔ سلجوقی بازسازی شده است. همچنین به نوشتهٔ حمدالله مستوفی (نیمه اول سده هشتم)، جمعیت شهر گرگان در زمان آل بویه (۳۲۰–۴۵۴) بر اثر وبا و جنگ، نقصان فاحش یافت و در عهد مغول، مردم آن قتل‌عام شدند. به گفتهٔ وی، مردم گرگان اندک و شیعه مذهب بودند. وی دور باروی آن را هفت هزار گام می‌نویسد و از مزار اکابر آنجا از تربت محمد بن جعفر صادق، مشهور به گور سرخ، نام می‌برد. به نوشتهٔ یعقوبی در اواخر سده سوم، خراج ولایت گرگان به ده میلیون درهم می‌رسید. جرجان به تصرف طغرل، سلطان سلجوقیان، درآمد.
با حمله مغول به ایران در سده سیزدهم میلادی، شهر گرگان ویران شد و پس از آن هرگز شکوفایی پیشین خود را بازنیافت. این شهر پس از آن، از لحاظ سیاسی ضمیمهٔ طبرستان شد و تدریجاً استرآباد اهمیت بیشتری نسبت به دیگر شهرهای ناحیه پیدا کرد. ایل‌های ترکمن به نواحی جنوب شرقی دریای مازندران نفوذ کردند و از سده چهاردهم میلادی، ترک‌تبارها جای گرگانیان پیشین را گرفتند. در ۷۳۸ ولایت‌های گرگان و خراسان تحت اطاعت طغاتیمور از نواده‌های برادر چنگیز خان بود. پس از به قتل رسیدن طغاتیمور در ۷۵۴، گرگان به‌طور موقت به دست سربداران افتاد، اما طایفهٔ طغاتیمور و فرزندان او تا ۸۱۲ در جرجان و حوالی آن حکومت داشتند. در ۸۲۲ در دورهٔ تیموریان، ولایت جرجان محل رفت‌وآمد و از مراکز قشلاق مغولان بود.
نام ولایت گرگان (گنبد کاووس کنونی) تا دورهٔ صفویه در منابع دیده می‌شود و ظاهراً یکی از تقسیمات کشوری در این دوره بوده است، به‌طوری‌که در سال دوازدهم جلوس شاه عباس بزرگ حکومت گرگان به فرهاد خان، حاکم مازندران تفویض شد. پس از ورود اقوام عشایر و بیابان‌گرد ترک‌تبار به منطقه، تدریجاً برخی از شهرهای منطقه برای همیشه نابود شدند و به جای آن اقوام ترکمن و ترک، در گرگان ساکن شده و به مرور شهرهایی ایجاد کردند. ایل قاجار یکی از اقوام ترکی بودند که در گرگان و شهر استرآباد قدرتمند گردیدند و آغا محمدخان قاجار از این شهر رشد و نمو خود را آغاز کرده و دودمان قاجاریه را پایه گذاشت. در زمان ناصرالدین شاه، شهر استرآباد (گرگان کنونی) در ولایت گرگان، مشهور بود و از لحاظ تجاری از شهرهای مهم آن ولایت به‌شمار می‌آمد و خلیج گرگان محل رفت‌وآمد کشتی‌های تجاری روس بود.
شهر گرگان بر اثر جنگ‌های ویرانگر، هجوم اقوام ترک‌تبار و زمین‌لرزه‌ها تخریب شد. به‌نوشتهٔ امبرسز و ملویل، از زمین‌لرزه‌های بزرگ آن، زلزله ۸۷۴ بود که بر اثر آن دو هزار تن از سربازانی که در گرگان پناه گرفته بودند درگذشتند و بسیاری از اهالی شهر به بغداد کوچ کردند. در ۹۰۳ زمین‌لرزهٔ دیگری باعث فروریختن بیشتر خانه‌ها در گرگان شد و هزاران تن از شهروندان شهر جان باختند. سرانجام اهالی گرگان به حدود سه کیلومتری شهر که مکان مناسبی در کنار مقبرهٔ کاووس پسر وشمگیر یا همان گنبد کاووس بود، مهاجرت کردند. این آبادی به تدریج گسترش یافت و در اواسط دورهٔ رضاشاه، شهر گنبد قابوس (گنبد کاووس کنونی) جانشین شهر گرگان شد.
از مردان نامی گرگان باید از ابوسعید جرجانی، ریاضیدان و ستاره‌شناس سده سوم؛ ابوالحسن علی‌بن عبدالعزیز جرجانی، قاضی و ادیب سده چهارم؛ ابوبکر عبدالقاهر جرجانی، ادیب و نحوی سده پنجم؛ فخرالدین اسعد گرگانی، شاعر بزرگ سده پنجم؛ ابوالحسن بن محمد لامعی گرگانی، شاعر سده پنجم؛ اسماعیل بن حسین گرگانی، از پزشکان مشهور سده ششم؛ و میر سید شریف جرجانی، عالم و متکلم و ادیب سده هشتم و نهم نام برد.

## محوطهٔ باستانی گرگان
| |  |  |
| بقایای باستانی شهر جرجان در شهرستان گنبد کاووس کنونی (راست) تصویری از برج گنبد قابوس و استحکامات دفاعی جرجان، پیش از بازسازی شهر توسط رضا شاه پهلوی (چپ) |  |  |

محوطهٔ باستانی گرگان در سه کیلومتری مغرب گنبد کاووس کنونی قرار دارد. بنا بر گزارش‌های موجود، ترکمانان محلی در ۱۳۲۹ شمسی آثار تاریخی گرگان را پیدا کردند و تا ۱۳۴۵ از مصالح آن برای احداث بناهای جدید روستاییان استفاده می‌شد. بخشی از محوطه نیز زمین کشاورزی گردید. امروزه از ۱۲۰۰ هکتار مساحت شهر گرگان، ویرانه‌هایی در حدود ۱۵۰ هکتار به جای‌مانده است.
کاوش‌های علمی در ۱۳۵۰ آغاز شد و تا ۱۳۵۷ ادامه یافت. از مجموعهٔ آثار به دست آمده چنین برمی‌آید که شهر گرگان دارای دیوار یا حصارهای داخلی و خارجی و خندقی میان آن‌ها بوده و ارگ شش‌ضلعی آن در قسمت مرکزی شهر قرار داشته است. بناهای مذهبی، دولتی و همچنین کارگاه‌های صنعتی شهر در میان و اطراف ارگ بوده‌اند. خیابان‌های متعددی نیز در حفاری‌ها از زیر خاک بیرون آمد. این خیابان‌ها، با طرح شبکه‌بندی، از شمال به جنوب و از مشرق به مغرب امتداد داشته و تقریباً تمامی شهر را در بر می‌گرفته است. خیابان شمالی جنوبی، متعلق به دورهٔ سامانی بوده که در دورهٔ سلجوقی بازسازی شده است و آثار ساختمانی متعددی در طرفین آن دیده می‌شود.
در این کاوش‌ها بقایای چند اثر ساختمانی از دورهٔ سامانی و سلجوقی، با اتاق‌ها، چاه‌های متعدد، آبراهه و حوض‌های آجری و نیز مسجدی از دورهٔ سلجوقی با طرحی چهار ایوانی و اتاق‌های متعدد یافته شده است. در این کاوش‌ها تعداد زیادی ظرف و اشیای سفالی، آبگینه، سکه، مصنوعات فلزی، کاشی و اشیای استخوانی که قدمت برخی از آن‌ها به دو تا سه هزار سال پیش از میلاد می‌رسد یافته شده است.
سفال‌های متعلق به شش دورهٔ تاریخی در این محوطه کشف شده است که عبارت‌اند از: دورهٔ ساسانی، اوایل اسلام تا اواخر دورهٔ سامانی، دورهٔ سلجوقی، خوارزمشاهی، ایلخانی، و تیموری تا صفوی. تنوع طرح و نقش و رنگ و لعاب، حاکی از تکامل هنر سفال‌سازی گرگان در این دوره‌ها و نشان‌دهندهٔ مناسباتِ این مرکز با مراکزی مانند ساری، آمل، نیشابور و سمرقند است. زیباترین و بزرگ‌ترین گروه سفالینه‌های کشف شده در جرجان که به اشیای زرین‌فام معروف و با ظروف زرین‌فام کاشان و ری قابل مقایسه‌اند، مشخصاً به سده ششم و هفتم تعلق دارند.

## صول
به حاکمان جرجان صول می‌گفتند. حمزه اصفهانی مورخ سده سوم در شرح دیوان ابونواس می‌گوید:

شاهنشاهان ایران روا می‌داشتند که هر یک از شاهان اطراف خود را به نامی که بدان مشهورست بخوانند و مثلاً هر که را که شاه بامیان بود شیر می‌گفتند و هر که را شاه مرو بود کنارنگ می‌گفتند و شاه دماوند را مصمغان و شاه گرگان را صول (چول) و شاه طبرستان را بدشخواگرشاه و شاه اسروشنه را افشین و شاه سغد و فرغانه را اخشید می‌گفتند و می‌گفتند: اخشید سغد و اخشید فرغانه و شیر بامیان و کنارنگ مرو و افشین اسروشنه.

## زبان جرجان
مقدسی در سده چهارم می‌نویسد: زبان مردم گرگان و قومس با هم قرابت دارد و مردم آنجا «ه» را زیاد به کار می‌برند و می‌گویند «هاکن» و «هاده» و زبان مردم طبرستان بدان نزدیک است مگر آنکه در آن عجله و شتابناکی هست. دانشنامه ایرانیکا گویش گرگانی را گویشی از زبان مازندرانی یا گویشی بسیار نزدیک به آن می‌داند. بسیاری از نوشته‌های حروفیان به این گویش بوده است.

## پانوشت‌ها
1. ↑  ایمان‌پور، محمدتقی؛ مهرابی، طهمورث. «محدوده جغرافیایی و جایگاه سیاسی هیرکانیه در دوره هخامنشیان». پرتال جامع علوم انسانی.
2. ↑  ایمان‌پور، محمدتقی؛ مهرابی، طهمورث. «محدوده جغرافیایی و جایگاه سیاسی هیرکانیه در دوره هخامنشیان». پرتال جامع علوم انسانی.
3. ↑  c. 708 Deioces founds Median Kingdom with its capital in Ecbatana. iranicaonline.org
4. 1 2 3 4  Borjian, Habib. "The extinct language of Gurgan: its sources and origins". The Journal of the American Oriental Society (به انگلیسی). 128. Retrieved 30 March 2022.
5. ↑  تاریخ زمین‌لرزه‌های ایران، امبرسز و ملویل، ترجمهٔ ابوالحسن رده، ص ۱۳۴
6. ↑  محمدیوسف کیانی، «گزارش مقدماتی کاوشهای جرجان»، در گزارش‌های سومین مجمع سالانه کاوش‌ها و پژوهش‌های باستانشناسی در ایران، ۱۳۵۴
7. ↑  نفیسی، سعید (۱۳۸۷).  بابک حقایق، ویراستار. تاریخ تمدن ایران ساسانی. شرکت مطالعه و نشر کتاب پارسه. ص. ۲۹۳.
8. ↑  عمادی حائری، محمد (۱۳۸۸). «تفسیر کتاب الله، ابوالفضل بن شهردویر دیلمی ـ مقدمه نسخه برگردان». مرکز پژوهش کتابخانه: ۱۳–۱۴.
9. ↑  GORGĀNI DIALECT in Encyclopædia Iranica =,
10. ↑  «حروفیان». لغت‌نامه دهخدا. بایگانی‌شده از اصلی در ۱۸ اکتبر ۲۰۱۴. دریافت‌شده در ۱۴ اکتبر ۲۰۱۴.